# Climacia californica
Climacia californica är en insektsart som beskrevs av Chandler 1953. Climacia californica ingår i släktet Climacia och familjen svampdjurssländor. Inga underarter finns listade i Catalogue of Life.